# HT Eronet
HT Eronet (Hrvatske telekomunikacije d.d. Mostar) – bośniacki dostawca usług telekomunikacyjnych z siedzibą w Mostarze.
Przedsiębiorstwo zostało założone w 2003 roku.